# Calvariekapel (Nunhem)

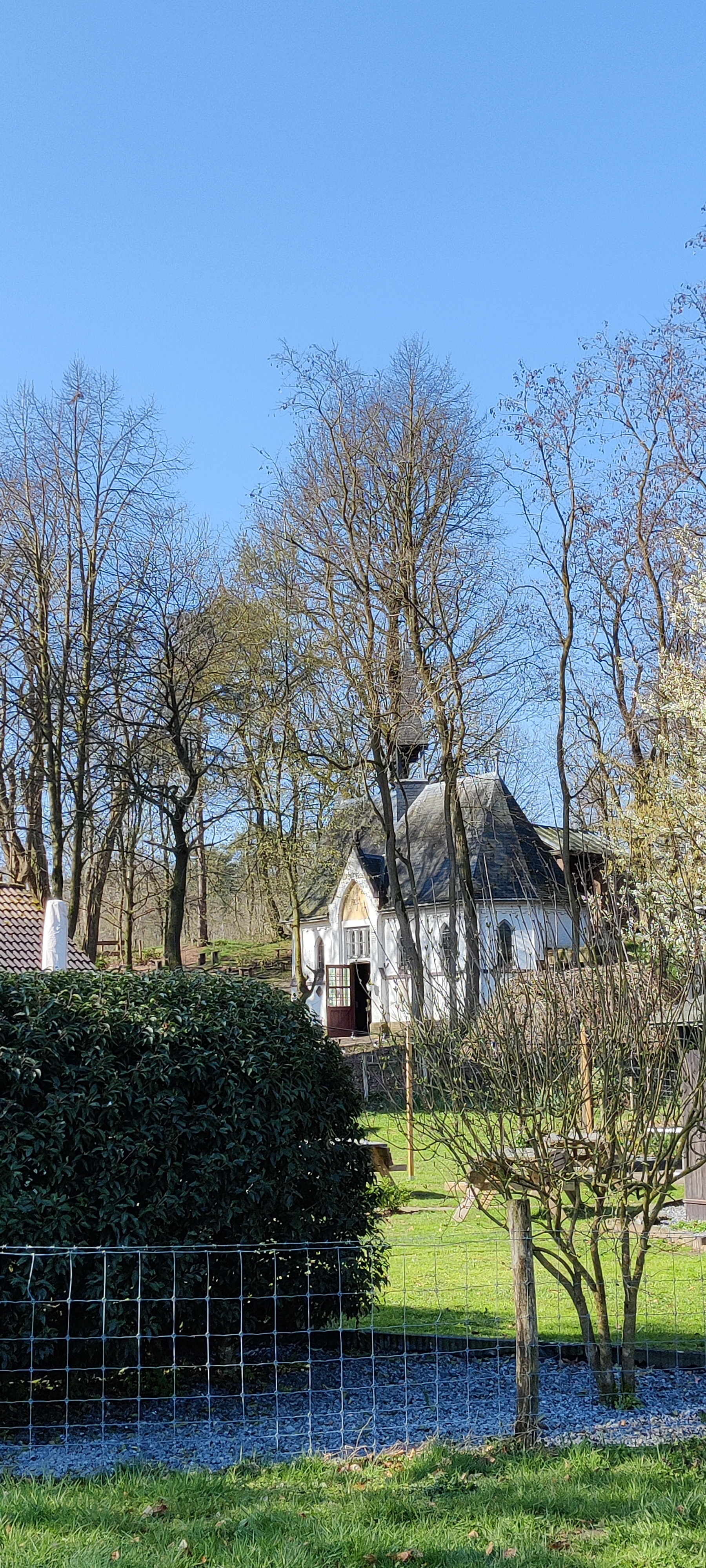
Calvariekapel (2023)

De Calvariekapel is een kapel in Nunhem in de Nederlandse gemeente Leudal. De kapel staat aan de Sint Servaasweg ten noordoosten van het dorp op enkele meters van de Sint-Servaaskapel. 
De kapel is gewijd aan de calvarie.

## Gebouw
De open bakstenen kapel is opgetrokken op een rechthoekig plattegrond en wordt gedekt door een zadeldak. De voorste helft rust de kapel slechts op twee bakstenen kolommen en de achterste helft op drie muren. Rond de kapel staan er zitbanken zodat er buitendiensten gehouden kunnen worden.
In de kapel is tegen de achterwand een groot natuurstenen altaar geplaatst. Op het altaar staan links en rechts de beelden van de heiligen Maria en apostel Johannes. Boven het altaar hangt een groot kruis met corpus.